# Korsiv, Brodî
Korsiv (în ucraineană Корсів) este un sat în comuna Komarivka din raionul Brodî, regiunea Liov, Ucraina.

## Demografie
Componența lingvistică a localității Korsiv
     Ucraineană (100%)
Conform recensământului din 2001, toată populația localității Korsiv era vorbitoare de ucraineană (100%).